# El Triunfo kanton
El Triunfo kanton Ecuador csendes-óceáni partvidékén található, Guayas tartomány északi, középső részén. Közigazgatási központja El Triunfo. A kanton népessége a 2001-es népszámlálás adatai alapján 34 117 fő volt.

## Fordítás
Ez a szócikk részben vagy egészben  az   El Triunfo Canton című angol Wikipédia-szócikk ezen változatának fordításán alapul.  Az eredeti cikk szerkesztőit annak laptörténete sorolja fel. Ez a jelzés csupán a megfogalmazás eredetét és a szerzői jogokat jelzi, nem szolgál a cikkben szereplő információk forrásmegjelöléseként.